# Closterovirus
Genre
Espèces de rang inférieur
- espèce-type : Beet yellows virus

Closterovirus est un genre de phytovirus pathogènes appartenant à la famille des Closteroviridae, qui comprend 16 espèces acceptées par l'ICTV.
Les virions sont filamenteux, flexueux, exceptionnellement longs, de 1250 à 2200 nm de long et de 10 à 13 nm de diamètre. Le génome est constitué d'un ARN à simple brin à polarité positive de 15,5 à 19,3 kb.
Ce genre a une distribution vraisemblablement mondiale. Il comprend notamment le virus de la jaunisse de la betterave (BYV, Beet yellows virus), qui en est l'espèce-type, et le virus de la tristeza des agrumes (CTV, Citrus tristeza virus), qui sont les agents de maladies d'une grande importance économique.

## Liste des espèces
Selon NCBI (20 janvier 2021) :
- Arracacha virus 1
- Beet yellow stunt virus
- Beet yellows virus
- Carnation necrotic fleck virus
- Carrot yellow leaf virus
- Citrus tristeza virus
- Grapevine leafroll-associated virus 2
- Mint virus 1
- Raspberry leaf mottle virus
- Rehmannia virus 1
- Rose leaf rosette-associated virus
- Strawberry chlorotic fleck-associated virus
- Tobacco virus 1